# أودري بن
أودري بن (بالإنجليزية: Audrey Penn)‏ هي كاتبة للأطفال وكاتِبة وراقصة باليه أمريكية، ولدت في 4 مايو 1947.